# Liste des chanceliers fédéraux d'Autriche
Cette page dresse une liste des chanceliers fédéraux de la république d'Autriche depuis 1918. La période inclut la république d'Autriche allemande (jusqu'au 21 octobre 1919), la Première République et l'État fédéral (du 21 octobre 1919 au 13 mars 1938), ainsi que la république actuelle (depuis le 27 avril 1945). Au temps de l'Autriche sous le nazisme, de 1938 à 1945, il n'existait aucun gouvernement souverain.
Le chef du gouvernement a été titré 
- « chancelier d'État » (Staatskanzler) dans les périodes du 30 octobre 1918 au 10 novembre 1920 et du 27 avril au 20 décembre 1945,
- « chancelier fédéral » (Bundeskanzler) dans la période du 10 novembre 1920 au 13 mars 1938 et depuis 20 décembre 1945.

Pour la période de la monarchie, de 1848 à 1918, il faut consulter la liste des ministres-présidents d'Autriche.

## Première République (1918-1938)
| No  | Portrait                  | Titulaire (Naissance-mort)            | Mandat            | Mandat                             | Mandat                    | Parti politique  | Parti politique | Élection | Gouvernement (coalition)        |
| No  | Portrait                  | Titulaire (Naissance-mort)            | Début             | Fin                                | Durée                     | Parti politique  | Parti politique | Élection | Gouvernement (coalition)        |
| --- | ------------------------- | ------------------------------------- | ----------------- | ---------------------------------- | ------------------------- | ---------------- | --------------- | -------- | ------------------------------- |
| 1   | Karl Renner               | Karl Renner (1870-1950)               | 30 octobre 1918   | 7 juillet 1920                     | 1 an, 8 mois et 7 jours   |                  | SDAP            | 1919     | Renner I (SDAP-CS-GDVP)         |
| 1   | Karl Renner               | Karl Renner (1870-1950)               | 30 octobre 1918   | 7 juillet 1920                     | 1 an, 8 mois et 7 jours   | II-III (SDAP-CS) | SDAP            | 1919     |                                 |
| 2   | Michael Mayr              | Michael Mayr (1864-1922)              | 7 juillet 1920    | 21 juin 1921                       | 11 mois et 14 jours       |                  | CS              | 1920     | Mayr I (CS-SDAP-GDVP)           |
| 2   | Michael Mayr              | Michael Mayr (1864-1922)              | 7 juillet 1920    | 21 juin 1921                       | 11 mois et 14 jours       | Mayr II (CS)     | CS              | 1920     |                                 |
| 3   | Johann Schober            | Johann Schober (1874-1932)            | 21 juin 1921      | 26 janvier 1922                    | 7 mois et 5 jours         |                  | Ind.            | —        | Schober I (CS-GDVP-Ind.)        |
| —   | Walter Breisky            | Walter Breisky (1871-1944)            | 26 janvier 1922   | 27 janvier 1922                    | 1 jour                    |                  | Ind.            | intérim  | Schober I (CS-GDVP-Ind.)        |
| (3) | Johann Schober            | Johann Schober (1874-1932)            | 27 janvier 1922   | 31 mai 1922                        | 4 mois et 4 jours         |                  | Ind.            | —        | Schober II (CS-GDVP-Ind.)       |
| 4   | Ignaz Seipel              | Ignaz Seipel (1876-1932)              | 31 mai 1922       | 20 novembre 1924                   | 2 ans, 5 mois et 20 jours |                  | CS              | 1923     | Seipel I-II-III (CS-GDVP-Ind.)  |
| 5   | Rudolf Ramek              | Rudolf Ramek (1881-1941)              | 20 novembre 1924  | 20 octobre 1926                    | 1 an et 11 mois           |                  | CS              | —        | Ramek I-II (CS-GDVP)            |
| (4) | Ignaz Seipel              | Ignaz Seipel (1876-1932)              | 20 octobre 1926   | 4 mai 1929                         | 2 ans, 6 mois et 14 jours |                  | CS              | 1927     | Seipel IV-V (CS-GDVP-LBd)       |
| 6   | Ernst Streeruwitz         | Ernst Streeruwitz (1874-1952)         | 4 mai 1929        | 26 septembre 1929                  | 4 mois et 22 jours        |                  | CS              | —        | Streeruwitz (CS-GDVP-LBd)       |
| (3) | Johann Schober            | Johann Schober (1874-1932)            | 26 septembre 1929 | 30 septembre 1930                  | 1 an et 4 jours           |                  | Ind.            | —        | Schober III (CS)                |
| 7   | Carl Vaugoin              | Carl Vaugoin (1873-1949)              | 30 septembre 1930 | 4 décembre 1930                    | 2 mois et 4 jours         |                  | CS              | —        | Vaugoin (CS)                    |
| 8   | Otto Ender                | Otto Ender (1875-1960)                | 4 décembre 1930   | 20 juin 1931                       | 6 mois et 16 jours        |                  | CS              | —        | Ender (CS-GDVP-LBd-Ind.)        |
| 9   | Karl Buresch              | Karl Buresch (1878-1936)              | 20 juin 1931      | 20 mai 1932                        | 11 mois                   |                  | CS              | —        | Buresch I-II (CS-LBd-Ind.)      |
| 10  | Engelbert Dollfuss        | Engelbert Dollfuss (1892-1934)        | 20 mai 1932       | 25 juillet 1934 (mort en fonction) | 2 ans, 2 mois et 5 jours  |                  | CS              | —        | Dollfuss I (CS-LBd-Heimatblock) |
| 10  | Engelbert Dollfuss        | Engelbert Dollfuss (1892-1934)        | 20 mai 1932       | 25 juillet 1934 (mort en fonction) | 2 ans, 2 mois et 5 jours  |                  | VF              | —        | Dollfuss II (VF)                |
| —   | Kurt Schuschnigg          | Kurt Schuschnigg (1897-1977)          | 25 juillet 1934   | 26 juillet 1934                    | 1 jour                    |                  | VF              | intérim  | Dollfuss II (VF)                |
| —   | Ernst Rüdiger Starhemberg | Ernst Rüdiger Starhemberg (1999-1956) | 26 juillet 1934   | 29 juillet 1934                    | 3 jours                   |                  | VF              | intérim  | Dollfuss II (VF)                |
| 11  | Kurt Schuschnigg          | Kurt Schuschnigg (1897-1977)          | 29 juillet 1934   | 11 mars 1938                       | 3 ans, 7 mois et 10 jours |                  | VF              | —        | Schuschnigg I-II-III-IV (VF)    |
| 14  | Arthur Seyss-Inquart      | Arthur Seyss-Inquart (1892-1946)      | 11 mars 1938      | 13 mars 1938 (Anschluss)           | 2 jours                   |                  | NSDAP           | —        | Seyss-Inquart (NSDAP)           |

## Deuxième République (depuis 1945)
| No   | Portrait               | Titulaire (Naissance-mort)          | Mandat           | Mandat           | Mandat                     | Parti politique | Parti politique | Élection                                                 | Gouvernement (coalition)                                                       |
| No   | Portrait               | Titulaire (Naissance-mort)          | Début            | Fin              | Durée                      | Parti politique | Parti politique | Élection                                                 | Gouvernement (coalition)                                                       |
| ---- | ---------------------- | ----------------------------------- | ---------------- | ---------------- | -------------------------- | --------------- | --------------- | -------------------------------------------------------- | ------------------------------------------------------------------------------ |
| (1)  | Karl Renner            | Karl Renner (1870-1950)             | 27 avril 1945    | 20 décembre 1945 | 7 mois et 23 jours         |                 | SPÖ             | provisoire                                               | Renner IV (SPÖ-ÖVP-KPÖ)                                                        |
| 13   | Leopold Figl           | Leopold Figl (1902-1965)            | 20 décembre 1945 | 2 avril 1953     | 7 ans, 3 mois et 13 jours  |                 | ÖVP             | 1945                                                     | Figl I-II-III (ÖVP-SPÖ)                                                        |
| 13   | Leopold Figl           | Leopold Figl (1902-1965)            | 20 décembre 1945 | 2 avril 1953     | 7 ans, 3 mois et 13 jours  | 1949            | ÖVP             |                                                          | Figl I-II-III (ÖVP-SPÖ)                                                        |
| 14   | Julius Raab            | Julius Raab (1891-1964)             | 2 avril 1953     | 11 avril 1961    | 8 ans et 9 jours           |                 | ÖVP             | 1953                                                     | Raab I-II-III-IV (ÖVP-SPÖ)                                                     |
| 14   | Julius Raab            | Julius Raab (1891-1964)             | 2 avril 1953     | 11 avril 1961    | 8 ans et 9 jours           | 1956            | ÖVP             |                                                          | Raab I-II-III-IV (ÖVP-SPÖ)                                                     |
| 14   | Julius Raab            | Julius Raab (1891-1964)             | 2 avril 1953     | 11 avril 1961    | 8 ans et 9 jours           | 1959            | ÖVP             |                                                          | Raab I-II-III-IV (ÖVP-SPÖ)                                                     |
| 15   | Alfons Gorbach         | Alfons Gorbach (1898-1972)          | 11 avril 1961    | 2 avril 1964     | 2 ans, 11 mois et 22 jours |                 | ÖVP             | 1962                                                     | Gorbach I-II (ÖVP-SPÖ)                                                         |
| 16   | Josef Klaus            | Josef Klaus (1910-2001)             | 2 avril 1964     | 21 avril 1970    | 6 ans et 19 jours          |                 | ÖVP             | —                                                        | Klaus I (ÖVP-SPÖ)                                                              |
| 16   | Josef Klaus            | Josef Klaus (1910-2001)             | 2 avril 1964     | 21 avril 1970    | 6 ans et 19 jours          | 1966            | ÖVP             | II (ÖVP)                                                 |                                                                                |
| 17   | Bruno Kreisky          | Bruno Kreisky (1911-1990)           | 21 avril 1970    | 24 mai 1983      | 13 ans, 1 mois et 3 jours  |                 | SPÖ             | 1970                                                     | Kreisky I-II-III-IV (SPÖ)                                                      |
| 17   | Bruno Kreisky          | Bruno Kreisky (1911-1990)           | 21 avril 1970    | 24 mai 1983      | 13 ans, 1 mois et 3 jours  | 1971            | SPÖ             |                                                          | Kreisky I-II-III-IV (SPÖ)                                                      |
| 17   | Bruno Kreisky          | Bruno Kreisky (1911-1990)           | 21 avril 1970    | 24 mai 1983      | 13 ans, 1 mois et 3 jours  | 1975            | SPÖ             |                                                          | Kreisky I-II-III-IV (SPÖ)                                                      |
| 17   | Bruno Kreisky          | Bruno Kreisky (1911-1990)           | 21 avril 1970    | 24 mai 1983      | 13 ans, 1 mois et 3 jours  | 1979            | SPÖ             |                                                          | Kreisky I-II-III-IV (SPÖ)                                                      |
| 18   | Fred Sinowatz          | Fred Sinowatz (1929-2008)           | 24 mai 1983      | 16 juin 1986     | 3 ans et 23 jours          |                 | SPÖ             | 1983                                                     | Sinowatz (SPÖ-FPÖ)                                                             |
| 19   | Franz Vranitzky        | Franz Vranitzky (né en 1937)        | 16 juin 1983     | 28 janvier 1997  | 13 ans, 7 mois et 12 jours |                 | SPÖ             | —                                                        | Vranitzky I (SPÖ-FPÖ)                                                          |
| 19   | Franz Vranitzky        | Franz Vranitzky (né en 1937)        | 16 juin 1983     | 28 janvier 1997  | 13 ans, 7 mois et 12 jours | 1986            | SPÖ             | II-III-IV-V (SPÖ-ÖVP)                                    |                                                                                |
| 19   | Franz Vranitzky        | Franz Vranitzky (né en 1937)        | 16 juin 1983     | 28 janvier 1997  | 13 ans, 7 mois et 12 jours | 1990            | SPÖ             | II-III-IV-V (SPÖ-ÖVP)                                    |                                                                                |
| 19   | Franz Vranitzky        | Franz Vranitzky (né en 1937)        | 16 juin 1983     | 28 janvier 1997  | 13 ans, 7 mois et 12 jours | 1994            | SPÖ             | II-III-IV-V (SPÖ-ÖVP)                                    |                                                                                |
| 19   | Franz Vranitzky        | Franz Vranitzky (né en 1937)        | 16 juin 1983     | 28 janvier 1997  | 13 ans, 7 mois et 12 jours | 1995            | SPÖ             | II-III-IV-V (SPÖ-ÖVP)                                    |                                                                                |
| 20   | Viktor Klima           | Viktor Klima (né en 1947)           | 28 janvier 1997  | 4 février 2000   | 3 ans et 7 jours           |                 | SPÖ             | —                                                        | Klima (SPÖ-ÖVP)                                                                |
| 21   | Wolfgang Schüssel      | Wolfgang Schüssel (né en 1945)      | 4 février 2000   | 11 janvier 2007  | 6 ans, 11 mois et 7 jours  |                 | ÖVP             | 1999                                                     | Schüssel I (ÖVP-FPÖ)                                                           |
| 21   | Wolfgang Schüssel      | Wolfgang Schüssel (né en 1945)      | 4 février 2000   | 11 janvier 2007  | 6 ans, 11 mois et 7 jours  | 2002            | ÖVP             | II (De 2003 à 2005 : ÖVP-FPÖ) (De 2005 à 2007 : ÖVP-BZÖ) |                                                                                |
| 22   | Alfred Gusenbauer      | Alfred Gusenbauer (né en 1960)      | 11 janvier 2007  | 2 décembre 2008  | 1 an, 10 mois et 21 jours  |                 | SPÖ             | 2006                                                     | Gusenbauer (SPÖ-ÖVP)                                                           |
| 23   | Werner Faymann         | Werner Faymann (né en 1960)         | 2 décembre 2008  | 9 mai 2016       | 7 ans, 5 mois et 7 jours   |                 | SPÖ             | 2008                                                     | Faymann I-II (SPÖ-ÖVP)                                                         |
| 23   | Werner Faymann         | Werner Faymann (né en 1960)         | 2 décembre 2008  | 9 mai 2016       | 7 ans, 5 mois et 7 jours   | 2013            | SPÖ             |                                                          | Faymann I-II (SPÖ-ÖVP)                                                         |
| —    | Reinhold Mitterlehner  | Reinhold Mitterlehner (né en 1955)  | 9 mai 2016       | 17 mai 2016      | 8 jours                    |                 | ÖVP             | intérim                                                  | Faymann II (SPÖ-ÖVP)                                                           |
| 24   | Christian Kern         | Christian Kern (né en 1966)         | 17 mai 2016      | 18 décembre 2017 | 1 an, 7 mois et 1 jour     |                 | SPÖ             | —                                                        | Kern (SPÖ-ÖVP)                                                                 |
| 25   | Sebastian Kurz         | Sebastian Kurz (né en 1986)         | 18 décembre 2017 | 28 mai 2019      | 1 an, 5 mois et 10 jours   |                 | ÖVP             | 2017                                                     | Kurz I (Du 18 déc. 2017 au 22 mai 2019 : ÖVP-FPÖ) (Du 22 au 28 mai 2019 : ÖVP) |
| —    | Hartwig Löger          | Hartwig Löger (né en 1965)          | 28 mai 2019      | 3 juin 2019      | 6 jours                    |                 | ÖVP             | intérim                                                  | Kurz I (ÖVP)                                                                   |
| 26   | Brigitte Bierlein      | Brigitte Bierlein (1949-2024)       | 3 juin 2019      | 7 janvier 2020   | 7 mois et 4 jours          |                 | Ind.            | —                                                        | Bierlein (Indépendants)                                                        |
| (25) | Sebastian Kurz         | Sebastian Kurz (né en 1986)         | 7 janvier 2020   | 11 octobre 2021  | 1 an, 9 mois et 4 jours    |                 | ÖVP             | 2019                                                     | Kurz I (ÖVP-Grünen)                                                            |
| 27   | Alexander Schallenberg | Alexander Schallenberg (né en 1969) | 11 octobre 2021  | 6 décembre 2021  | 1 mois et 25 jours         |                 | ÖVP             | —                                                        | Schallenberg (ÖVP-Grünen)                                                      |
| 28   | Karl Nehammer          | Karl Nehammer (né en 1972)          | 6 décembre 2021  | 10 janvier 2025  | 3 ans, 1 mois et 4 jours   |                 | ÖVP             | —                                                        | Nehammer (ÖVP-Grünen)                                                          |
| —    | Alexander Schallenberg | Alexander Schallenberg (né en 1969) | 10 janvier 2025  | 3 mars 2025      | 1 mois et 21 jours         |                 | ÖVP             | intérim                                                  | Nehammer (ÖVP-Grünen)                                                          |
| 29   | Christian Stocker      | Christian Stocker (né en 1960)      | 3 mars 2025      | en fonction      | 2 mois et 2 jours          |                 | ÖVP             | 2024                                                     | Stocker (ÖVP-SPÖ-NEOS)                                                         |

## Sources
- Marianne Rauscher, Die Geschichte Österreichs: Kurzfassung für alla Auslandsösterreicher - speziell für die Jugend, Wien, 2002.